# Новикова (селище)
Но́викова (рос. Новикова) — селище у складі Ісетського району Тюменської області, Росія.
Населення — 347 осіб (2010, 380 у 2002).
Національний склад станом на 2002 рік:
- росіяни — 76 %